# Dolichopeza zborowskii
Dolichopeza zborowskii är en tvåvingeart som beskrevs av Günther Theischinger 1999. Dolichopeza zborowskii ingår i släktet Dolichopeza och familjen storharkrankar. Inga underarter finns listade i Catalogue of Life.